# Мурзин, Георгий Александрович
Георгий Александрович Мурзин (род. 3 июня 1996, Екатеринбург, Россия) — российский пилот гражданской авиации, Герой Российской Федерации (2019). Второй пилот Airbus A321 авиакомпании «Уральские авиалинии», совершившего аварийную посадку под Жуковским 15 августа 2019 года. Первый Герой Российской Федерации, родившийся в постсоветское время.

## Биография
Родился 3 июня 1996 года в Екатеринбурге в семье сотрудников авиакомпании «Уральские авиалинии». Мать и отец работают бортпроводниками.
После окончания в 2013 году екатеринбургской школы № 86 поступил в лётное училище.
В 2017 году окончил Бугурусланское лётное училище гражданской авиации имени П. Ф. Еромасова (филиал Санкт-Петербургского государственного университета гражданской авиации). На работу в «Уральские авиалинии» принят в 2018 году. По состоянию на 15 августа 2019 года общий налёт составлял более 600 часов.
Указом Президента России от 16 августа 2019 года за мужество и героизм, проявленные при исполнении служебного долга в экстремальных условиях, Мурзину Георгию Александровичу (а также командиру воздушного судна Дамиру Юсупову) присвоено звание Героя Российской Федерации.

## Награды
- Герой Российской Федерации[6];
- юбилейная медаль «100 лет гражданской авиации России» (2023)[7][8];
- нагрудный знак «Отличник воздушного транспорта».